# 電競王
《電競王》（英語：eSports Central）是香港電視廣播有限公司資訊節目，由謝東閔、戴祖儀及張翼東擔任主持，介紹電子競技最新資訊。節目於2018年12月15日起每周六23:35至00:05於J2播出，於2019年6月28日（第25集）起改為每周五23:35至00:05於J2播出。

## 每集內容
| 集數   | 播映     | 主題                         | 藝人嘉賓 |
| 2018年 |          |                              | |
| 01     | 12月15日 | 精靈訓練員回到最初的感動     | 鍾志光 |
| 02     | 12月22日 | 「食雞」登陸新戰場           | 張秀文 |
| 03     | 12月29日 | 我要做車手！                 | — |
| 2019年 |          |                              | |
| 04     | 1月5日   | 電玩明星「滿天飛」           | — |
| 05     | 1月12日  | 千奇爆趣馬拉松               | — |
| 06     | 1月19日  | 懸疑追逐戰                   | — |
| 07     | 1月26日  | 考驗友情的太空船             | — |
| 08     | 2月2日   | 合家歡派對遊戲               | — |
| 09     | 2月9日   | 「電競王」VS「#後生仔傾吓偈」  | 譚永浩、繆家慶、譚焯升、陸浩明、馮盈盈                                                                                               |
| 10     | 2月16日  | 星級「入球騷」               | 譚永浩、繆家慶、譚焯升、陸浩明、馮盈盈                                                                                               |
| 11     | 2月23日  | 電競新蒲點                   | 黃芷欣、陳欣茵、譚永浩、繆家慶、譚焯升、何依婷、鄺君賢、鍾培生                                                                       |
| 12     | 3月2日   | 機甲小隊大激戰               | 陳欣茵、陳雪聰、朱智賢、郭子豪、Rose Ma                                                                                              |
| 13     | 3月9日   | 回歸喪屍城                   | — |
| 14     | 3月16日  | 「魚腩」小隊大逃殺           | 黃芷欣、黃凱儀、張彥博 |
| 15     | 3月23日  | 動漫Icon大亂鬥               | 游嘉欣、黃芷欣、李嘉、李豪、林景程                                                                                                   |
| 16     | 4月6日   | 「食雞」揭人性               | 游嘉欣、葉蒨文、李豪、林景程、Deer Chan、Edward Chow                                                                                 |
| 17     | 4月13日  | 「全能」美女電競賽           | 游嘉欣、葉蒨文、魏子遒、杳雪 |
| 18     | 4月20日  | 與美食團鬥「投杯」           | 張秀文、思霆、譚永浩、四少爺、伊邪由美、杳雪                                                                                         |
| 19     | 4月27日  | FUT排陣教學                  | 游嘉欣、李寶君、李寶珊、四少爺、伊邪由美、杳雪                                                                                       |
| 20     | 5月11日  | 「食雞」戰隊分工一覽         | 四少爺、唐紹裘、古星輝、杳雪 |
| 21     | 5月18日  | 武則天的「王者」秘笈         | 四少爺、梁嘉永、杳雪 |
| 22     | 5月25日  | 電競金牌得主親授「爐石」攻略 | 游嘉欣、黃芷欣、盧子健、千本小雪、長腿哈比、杳雪                                                                                     |
| 23     | 6月8日   | 「麥克思」的全地圖追擊       | 游嘉欣、黃芷欣、盧子健、千本小雪、長腿哈比、杳雪                                                                                     |
| 24     | 6月15日  | 諸葛亮的「王者」攻略         | 梁嘉永 |
| 25     | 6月28日  | 卓淇領軍戰「王者」           | 黃芷欣、王卓淇、李豪、Yeti、杳雪 |
| 26     | 7月5日   | 電競解密                     | 吳佩隆、李嘉豪、Yeti、 楊全盛、鍾培生、鄺君賢、蘇民傑、楊俊偉、 Ryan Chow、Eric Chan、Jacky Fong、 Tristan Lo、Carson Tang、Alvin Ma |
| 27     | 7月12日  | 電競界「紅館」               | 吳佩隆、李嘉豪、張致恆、陳思源、梁德明                                                                                               |
| 28     | 7月19日  | 「爐石」法師內戰             | 陳欣茵、吳佩隆、李嘉豪、何依婷、盧子健、Losefield、Shy                                                                               |
| 29     | 7月26日  | 東閔足球復仇戰               | 張秀文、伊邪由美、長腿哈比、Ronnie Yau、 荒木重則、司徒軒明、黃嘉寶、艾度生                                                          |
| 30     | 8月2日   | 「食雞」實戰訓練             | 陳欣茵、伊邪由美、長腿哈比、Ryan Chow                                                                                                |
| 31     | 8月9日   | 試玩棋盤式手遊新Game         | |
| 32     | 8月16日  | 模擬賽車遊戲大解構           | 陳欣茵、伊邪由美、Elton Chong、Tristan Lo                                                                                            |
| 33     | 8月23日  | 人類末日生存之道             | 陳欣茵、吳佩隆、何依婷、四少爺、Edward Li、Mr. Joker                                                                                 |
| 34     | 8月30日  | 向格鬥遊戲高手挑機           | 陳欣茵、李嘉豪、四少爺、Hotdog、Aaron、吳聖鑫                                                                                        |
| 35     | 9月6日   | 小喬的「王者」秘笈           | 陳欣茵、李嘉豪、Mari、Aaron、陳宥霖、 楊全盛、鄺君賢、Ryan Chow、Alwin Wong、Andrew Leung                                            |
| 36     | 9月13日  | 東京奧運大對決               | 陳欣茵、吳佩隆、潘梓鋒、Bella Lee |
| 37     | 9月20日  | 喪屍感染求生戰               | 陳欣茵、吳佩隆、伊邪由美、Bella Lee                                                                                                  |
| 38     | 9月27日  | 「星級」籃球三角賽           | 吳佩隆、張振朗、潘梓鋒、伊邪由美 |
| 39     | 10月4日  | 排兵佈陣棋子戰               | 羅詠怡、吳佩隆、張振朗、潘梓鋒、Kaka                                                                                                 |
| 40     | 10月11日 | 籃球全明星夢幻對決           | 羅詠怡、張振朗、潘梓鋒、Pluto Mok、Jason Mok、Kaka                                                                                   |
| 41     | 10月18日 | 賽車飄移基礎班               | 游嘉欣、李嘉豪、張彥博、Pluto Mok、Jason Mok、 Kano、Time、Dixon Wu                                                                  |
| 42     | 10月25日 | 街場足球生存攻略             | 游嘉欣、朱敏瀚、張彥博、Pluto Mok、Jason Mok、Dixon Wu                                                                               |

## 節目調動
- 2019年3月30日：由於直播《賽馬直擊：杜拜世界盃賽馬日》，所以停播一集。
- 2019年5月4日：由於直播《賽馬直擊：英國二千堅尼賽馬日》，所以停播一集。

## 外部連結
- 電競王 - 主頁 - tvb.com （页面存档备份，存于）